# Cantó de Le Mans-Ville-Est
El cantó de Le Mans-Ville-Est és un cantó francès del departament de Sarthe, situat al districte de Le Mans. Compta amb part del municipi de Le Mans.

## Municipis
- Le Mans (barris de Sablons-Est, Sablons-Ouest, Jaurès, Miroir, Gare Sud i Sables d'Or)

## Història
| Data d'elecció                           | Identitat         | Partit | Qualitat |
| ---------------------------------------- | ----------------- | ------ | -------- |
| 1982-2001                                | Pierre Rouzière   | PS     |          |
| 2001-                                    | Jacqueline Pedoya | PS     |          |
| les dades anteriors no són pas conegudes |                   |        |          |
|                                          |                   |        |          |

## Demografia
| A partir de 1990: Població sense dobles comptes |